# Liste der Countys in Arizona

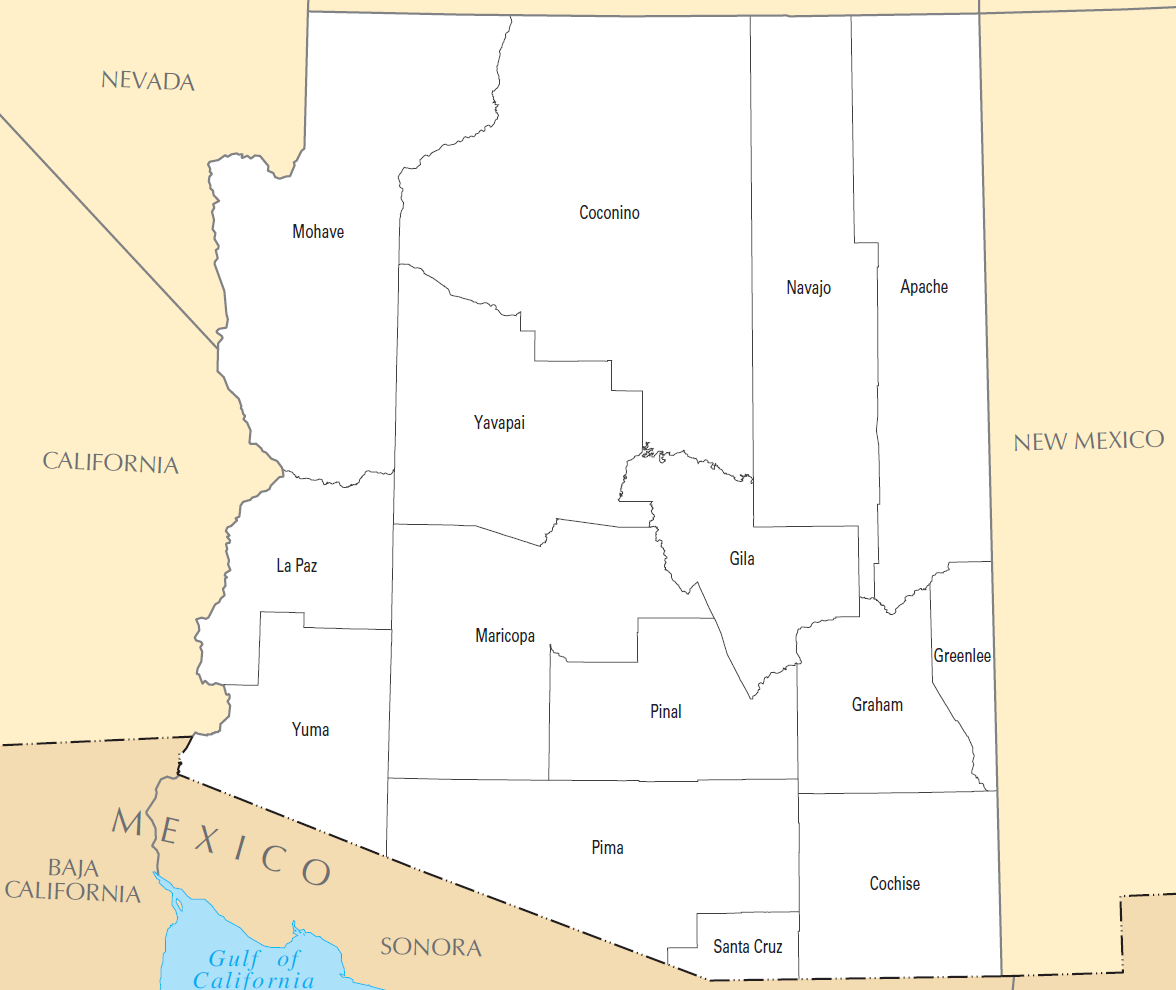
Lage der Countys in Arizona

Der US-Bundesstaat Arizona ist in 15 Countys unterteilt.
- Die folgenden Einwohnerzahlen sind laut dem United States Census Bureau nur geschätzt. Sie basieren nicht auf einer Zählung.

| County     | FIPS-Code | Einwohner 1. Juli 2017 | Fläche     | Verwaltungssitz | Karte |
| ---------- | --------- | ---------------------- | ---------- | --------------- | ----- |
| Apache     | 001       | 71.606                 | 29.054 km² | St. Johns       |       |
| Cochise    | 003       | 124.756                | 16.107 km² | Bisbee          |       |
| Coconino   | 005       | 140.776                | 48.332 km² | Flagstaff       |       |
| Gila       | 007       | 53.501                 | 12.422 km² | Globe           |       |
| Graham     | 009       | 37.466                 | 12.020 km² | Safford         |       |
| Greenlee   | 011       | 9.455                  | 4.786 km²  | Clifton         |       |
| La Paz     | 012       | 20.601                 | 11.689 km² | Parker          |       |
| Maricopa   | 013       | 4.307.033              | 23.890 km² | Phoenix         |       |
| Mohave     | 015       | 207.200                | 34.887 km² | Kingman         |       |
| Navajo     | 017       | 108.956                | 25.794 km² | Holbrook        |       |
| Pima       | 019       | 1.022.769              | 23.799 km² | Tucson          |       |
| Pinal      | 021       | 430.237                | 13.919 km² | Florence        |       |
| Santa Cruz | 023       | 46.212                 | 3.206 km²  | Nogales         |       |
| Yavapai    | 025       | 228.168                | 21.051 km² | Prescott        |       |
| Yuma       | 027       | 207.534                | 14.294 km² | Yuma            |       |